# Motorbremse
Als Motorbremse wird der mechanische Widerstand bezeichnet, den ein Motor einem von außen aufgezwungenen Drehmoment entgegensetzt.

## Zweck
Zweck der Motorbremse ist das Umwandeln der Bewegungsenergie in Wärme oder andere Energieformen durch entgegenwirkende Reibungs- und Kompressionskräfte, auch „verzögern“ genannt. Dabei wird der innere Widerstand der mitlaufenden Antriebsmaschine für die Abbremsung genutzt (siehe Schleppleistung).

## Ausführungen

### Einfache Anwendungen
Die Bremswirkung beruht einzig auf der Wegnahme der Treibenergie.

#### Verbrennungsmotoren
Die Bremswirkung entsteht beim Ottomotor durch saugseitige Ladungsdrosselung (durch Schließen von Drosselklappe oder Gasschieber) und Kraftstoff-Nullförderung (also Ausbleiben der Treibstoffzufuhr), beim einfachen Dieselmotor mangels Drosselorgan nur durch Kraftstoff-Nullförderung (Ausnahme: siehe Abschnitt „Wirkungsgesteigerte Ausführungen“ unten).
Bei heutigen Kraftfahrzeugen mit Einspritz-Ottomotoren wird die Motorbremse durch das Vermindern bzw. vollständige Unterbinden der Kraftstoffeinspritzung (Schubabschaltung) in ihrer Wirkung gegenüber den früher üblichen Vergasermotoren verbessert, deren Kraftstoffzufuhr auch bei vollständig geschlossenem Stellorgan (Drosselklappe, Gasschieber) z. B. durch Leerlaufbohrungen und -düsen nie gänzlich unterbunden werden konnte. Damit wird der durchschnittliche Kraftstoffverbrauch ebenfalls verringert. Fällt die Drehzahl unter einen gewissen Wert, so wird wieder eingespritzt. Das Bremsmoment der Motorbremse nimmt mit höherer Drehzahl zu, weshalb ein Herunterschalten auf einen kleineren Gang die Geschwindigkeit weiter drosselt und ggf. die Betriebsbremse bei langen Abfahrten stärker entlastet.

#### Dampfmaschinen
Die Bremswirkung entsteht grundsätzlich durch Absperren der Dampfzufuhr. Ferner kann bei Dampflokomotiven durch Umsteuern und erneutes Öffnen der Dampfzufuhr der Effekt der Gegendampfbremse ausgenutzt werden, wobei das normale krafterzeugende Funktionsprinzip der Kolbendampfmaschine entgegen der Fahrtrichtung wirkt. Die Gegendruckbremse, die bei Dampflokomotiven für Bergstrecken eingebaut wird, kommt ohne Frischdampfzufuhr aus, ist regelbar und ermöglicht das Befahren von langen Gefällestrecken ohne zusätzlichen Bremssohlenverschleiß.

#### Elektromotor
Das einfache Abschalten der Energiezufuhr alleine führt bei Elektromotoren nicht zu einer nennenswerten Bremswirkung. Während Drehstromasynchronmotoren völlig frei drehen, gibt es bei Kollektormotoren eine geringe Bremswirkung durch die Reibung der Bürsten. Bei einem möglichen Generatorbetrieb wird die kinetische Energie in elektrische Energie gewandelt und entweder über einen elektrischen Widerstand als Wärme abgeführt (Widerstandsbremse) oder in ein Stromnetz oder einen Speicher zurückgespeist (Nutzbremse). Der Begriff Motorbremse ist bei elektrischen Fahrmotoren allerdings unüblich, man spricht in diesem Zusammenhang von einer elektrodynamischen Bremse.
Ein Asynchronmotor kann gebremst werden (Wirbelstrombremsung), indem er mit Gleichstrom erregt wird.

### Wirkungsgesteigerte Ausführungen
Die Bremswirkung durch innere Reibung ist im Vergleich zu den nachfolgend beschriebenen Arten der Umwandlung kinetischer Energie vergleichsweise gering, bei denen die Wirkung der Motorbremse durch weitere Maßnahmen gesteigert wird.

#### Motorstaubremse

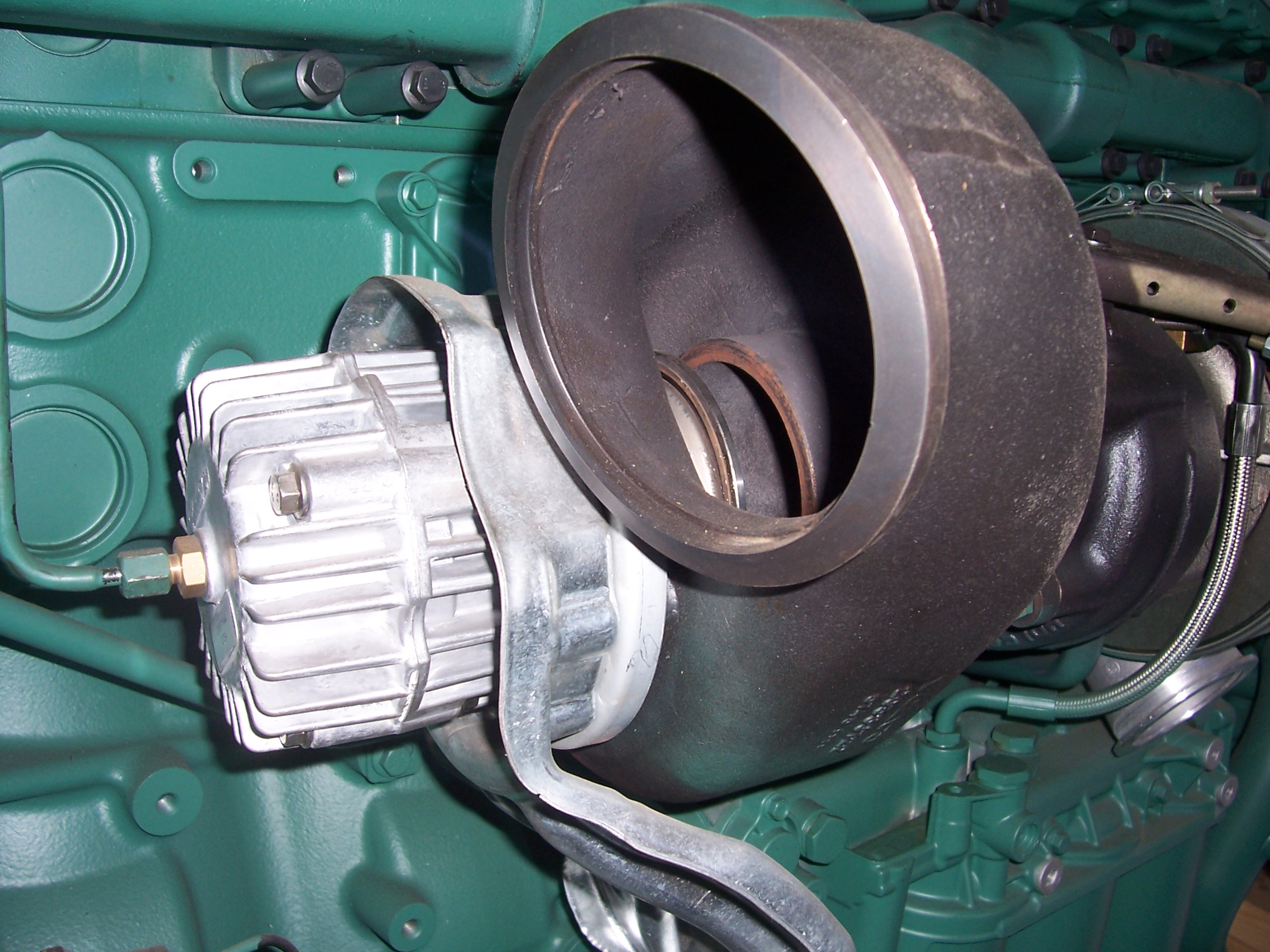
Auspuffklappenbremse bei einem Dieselmotor

Speziell bei den Dieselmotoren bei Lastkraftwagen und Autobussen gibt es das System Motorstaubremse (auch Auspuffklappenbremse genannt), bei dem die Bremsleistung in Verdichtungsarbeit ohne anschließende Kraftstoffeinspritzung und Verbrennung umgesetzt wird. Während bei der Motorbremse ein Wegnehmen des Fußes vom Gaspedal genügt, muss die Motorstaubremse extra betätigt werden. Einmal angeschaltet, ist es besonders im dichten Verkehr sehr praktisch für den Fahrer, da er den Fuß nicht immer zwischen Gaspedal und Bremse hin und her wechseln muss, sondern bereits ein starker Bremseffekt durch bloße Wegnahme des Fußes vom Gas einsetzt. Beim Betätigen wird die Einspritzpumpe auf Nullförderung zurückgenommen und eine Klappe im Auspuff geschlossen. Die Bremsleistung kann über ein Ventil im Abgasstrang geregelt werden. Diese Form der Bremse wird vor allem bei Bergabfahrten verwendet. Es verringert die Belastung der konventionellen Bremsen, reduziert deren Erwärmung und verringert die Gefahr von Bremsfading.
Bei neu zugelassenen Nutzfahrzeugen ist es nicht mehr zulässig, die Motorstaubremse so auszulegen, dass die Auspuffklappen unabhängig vom Fahrzustand komplett geschlossen werden und die Treibstoffzufuhr auf Null reduziert wird, da es sonst bei zu langem Betätigen dieser Bremse zum Stillstand des Motors kommt, wobei alle Zusatzaggregate wie Servolenkung ausfallen und das Fahrzeug sehr schwer manövrierbar wird. Früher war der Stillstand des Motors ein gewünschter Nebeneffekt, weil so die Motoren abgestellt wurden. Bei modernen LKW-Motoren wird die Motorstaubremse elektro-pneumatisch betätigt, was ebenfalls den Stillstand des Motors durch Bremsbetätigung verhindert. So wird z. B. bei einem Hersteller unterhalb einer Motordrehzahl von ca. 800 Umdrehungen pro Minute die Auspuffklappe automatisch geöffnet und die Einspritzpumpe auf Leerlauffördermenge gebracht.
Mittlerweile gibt es Systeme, bei denen die Klappen nur bei einem der vier Motortakte öffnen. Dies bewirkt einen ähnlichen Bremseffekt, jedoch wird dabei der Geräuschpegel spürbar gesenkt.
Bei dieselmechanisch angetriebenen Eisenbahnfahrzeugen wird die Motorstaubremse als Zusatzbremse für den Steilstreckenbetrieb verwendet. Bekanntestes Beispiel hierfür sind die Schienenbusse der deutschen Baureihe 798.

#### Dekompressionsbremse

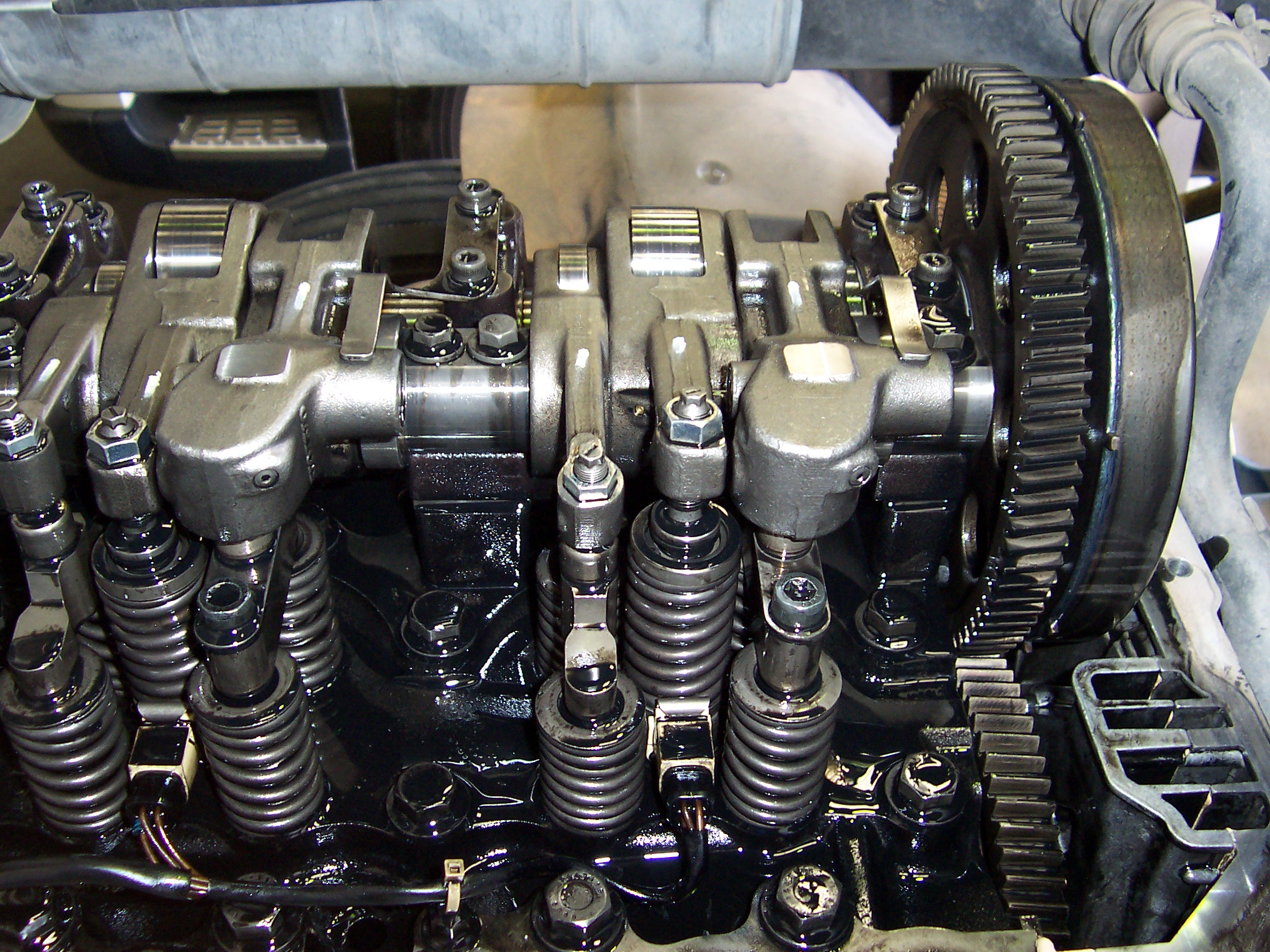
Ansicht des Kipphebels der Kompressionsbremse des Motors (der dünnste Arm auf der linken Seite jedes Satzes)

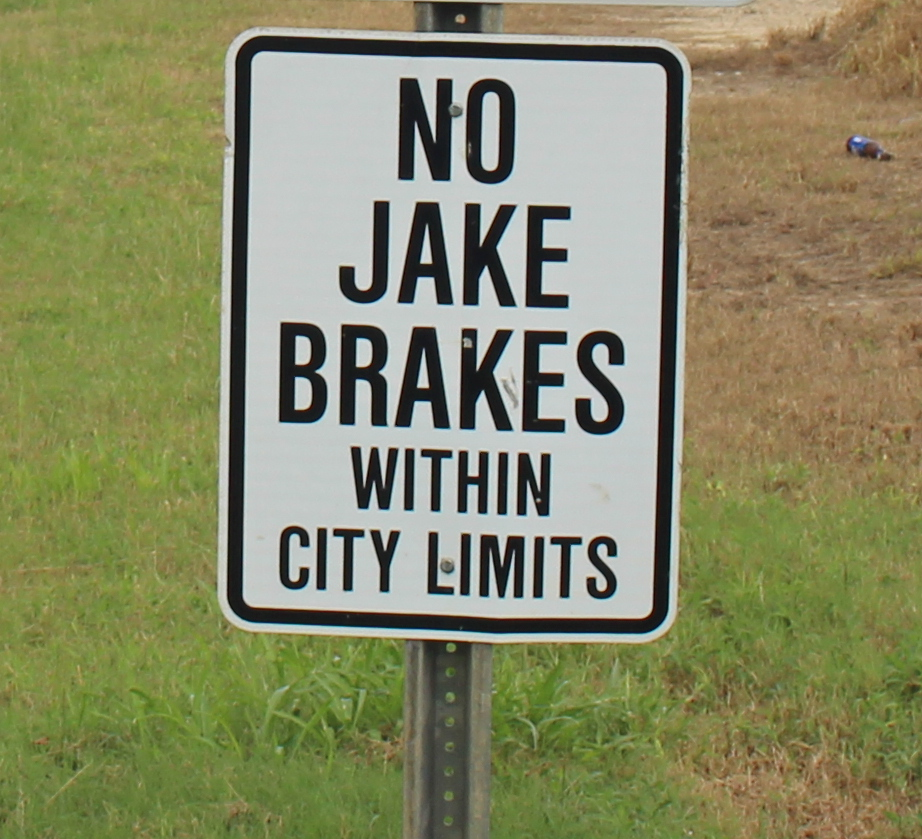
Hinweisschild in Unadilla, Dooly County, Georgia

Eine weitere Möglichkeit, das Bremsmoment des Motors zu erhöhen, besteht darin, die vom Motor im Verdichtungstakt geleistete Arbeit für den folgenden Takt ungenutzt zu lassen. Hierfür werden am Ende des Verdichtungstakts die Auslassventile oder ein zusätzlich eingebautes Ventil geöffnet und damit der Druck im Zylinder abgebaut (dekomprimiert). Dadurch kann im Expansionstakt keine Arbeit mehr an die Kurbelwelle abgegeben werden, da die für die Kompression aufgewendete Energie durch das Entspannen bereits abgeführt wurde.
Das Verfahren, die komprimierte Luft über die Auslassventile zu entspannen, ist in Nordamerika weit verbreitet und dort unter dem Namen „Jake Brake“ oder „Jacobs Brake“ bekannt. Sie wurde von Clessie Lyle Cummins (1888–1968; Cummins Engine Co.) entwickelt, seit 1961 vom namensgebenden US-Unternehmen Jacobs Vehicle Systems vermarktet und im Jahr 1962 zum Patent angemeldet. Im Frankokanadischen heißt dieses Bremssystem „freins jacob“. Das schlagartige Entspannen der komprimierten Luft führt zu einer sehr hohen Lärmbelästigung und übersteigt ohne zusätzliche Schalldämpfer den Lärmpegel von Presslufthämmern problemlos. An vielen Ortseingängen in Québec wird daher darauf hingewiesen, dass die Benutzung solcher Bremsen wegen der starken Lärmentwicklung nicht erlaubt ist, ebenso in vielen Orten der USA („No jake braking“, „No engine brakes“, „Engine brake mufflers required“).
Bei Einsatz der Konstantdrossel wird ein zusätzliches Ventil mit kleinem Querschnitt parallel zu den Auslassventilen nicht nur am Ende des Kompressionstaktes, sondern während des gesamten Motorbremsbetriebs geöffnet. Die Dekompression erfolgt so kontinuierlich, aber aufgrund des kleinen Querschnitts bei weiterhin hohem Gegendruck. Auch in der folgenden Expansionsphase ist eine hohe Motorbremswirkung vorhanden, da die Luft wieder gegen den Widerstand der Konstantdrossel in den Zylinder einströmt.

#### Kombination von Motorstaubremse und Dekompressionsbremse
Die Bremswirkung des Motors kann weiter verbessert werden, indem man Motorstaubremse und Dekompressionsbremse kombiniert (z. B. EVB / Exhaust Valve Brake).